# Liste der Universitäten in South Dakota
Liste von Universitäten und Colleges im US-Bundesstaat South Dakota:

## Staatliche Hochschulen
- Black Hills State University
- Dakota State University
- Northern State University
- South Dakota School of Mines and Technology
- South Dakota State University
- University of South Dakota

## Private Hochschulen
- Augustana College
- Dakota Wesleyan University
- Mount Marty College
- National American University
- University of Sioux Falls